# 巴拉克·索佩
巴拉克·索佩（英語：Barak Sopé，1951年—），男，瓦努阿图政治人物，曾任瓦努阿图总理。